# Championnat des îles Caïmans de football 2008-2009
Navigation
Saison précédente Saison suivante
La saison 2008-2009 du Championnat des îles Caïmans de football est la trentième édition de la première division aux Îles Caïmans, nommée CIFA National Premier League. Les huit formations de l'élite sont réunies au sein d'une poule unique où elles s'affrontent trois fois au cours de la saison. Le dernier du classement est relégué tandis que le 7e doit affronter le vice-champion de Division One en barrage de promotion-relégation. Cette édition est la première à se disputer avec huit clubs, au lieu de douze les saisons précédentes.
C'est le club d'Elite SC qui remporte la compétition cette saison après avoir terminé en tête du classement final, avec quatre points d’avance sur George Town SC et neuf sur le tenant du titre, Scholars International. Il s’agit du tout premier titre de champion des îles Caïmans de l'histoire du club.

## Qualifications continentales
Le champion des îles Caïmans se qualifie pour la phase de poules de la CFU Club Championship 2010.

## Les clubs participants
- Scholars International
- Roma FC
- Future SC
- Elite SC
- George Town SC
- Latinos FC
- Tigers FC
- Sunset FC

## Compétition
Le barème de points servant à établir le classement se décompose ainsi :
- Victoire : 3 points
- Match nul : 1 point
- Défaite : 0 point

### Classement
| Rang | Équipe                  | Pts | J  | G  | N | P  | Bp | Bc | Diff |
| ---- | ----------------------- | --- | -- | -- | - | -- | -- | -- | ---- |
| 1    | Elite SC                | 41  | 21 | 12 | 5 | 4  | 39 | 34 | +5   |
| 2    | George Town SC          | 37  | 21 | 10 | 7 | 4  | 36 | 24 | +12  |
| 3    | Scholars InternationalT | 32  | 21 | 8  | 8 | 5  | 36 | 25 | +11  |
| 4    | Sunset FC               | 30  | 21 | 8  | 6 | 7  | 43 | 39 | +4   |
| 5    | Latinos FC              | 26  | 21 | 6  | 8 | 7  | 31 | 34 | -3   |
| 6    | Future SC               | 23  | 21 | 6  | 5 | 10 | 28 | 32 | -4   |
| 7    | Tigers FC               | 20  | 21 | 5  | 5 | 11 | 39 | 51 | -12  |
| 8    | Roma FC                 | 19  | 21 | 5  | 4 | 12 | 24 | 37 | -13  |

|  | Qualification pour la CFU Club Championship 2010 |
|  | Participation au barrage de promotion-relégation |
|  | Relégation en Division One                       |
|  | T : Tenant du titre                              |

### Résultats

#### Barrage de promotion-relégation
Le 7e de Premier League, Tigers FC, rencontre le vice-champion de Division One, Academy FC, pour se disputer la dernière place pour le championnat de première division de la saison suivante.
| Équipe 1  | Résultat | Équipe 2        |
| --------- | -------- | --------------- |
| Tigers FC | 3 - 1    | (D2) Academy FC |

- Les deux clubs se maintiennent au sein de leur championnat respectif.

## Bilan de la saison
| Championnat des îles Caïmans de football 2008-2009 |                               |
| Champion                                           | Elite SC (1er titre)          |
| Coupes et trophées                                 |                               |
| Vainqueur de la Coupe des îles Caïmans 2008-2009   | Bodden Town FC (Division One) |
| Qualifications continentales                       |                               |
| CFU Club Championship 2010                         | Elite SC                      |
| Promotions et relégations                          |                               |
| Promus en CIFA National Premier League             | Bodden Town FC                |
| Relégués en Division One                           | Roma FC                       |